# Monte Sant'Angelo
Monte Sant'Angelo là một đô thị thuộc tỉnh Foggia trong vùng des Puglia.
Monte Sant'Angelo có diện tích 242  km², dân số 13.865 người.
Đô thị này có các làng sau: Macchia (Marina di Monte Sant’Angelo), Ruggiano.
Đô thị này giáp với các đô thị sau: Cagnano Varano, Carpino, Manfredonia, Mattinata, San Giovanni Rotondo, San Marco in Lamis, Vico del Gargano, Vieste.